# Antonio Mingote

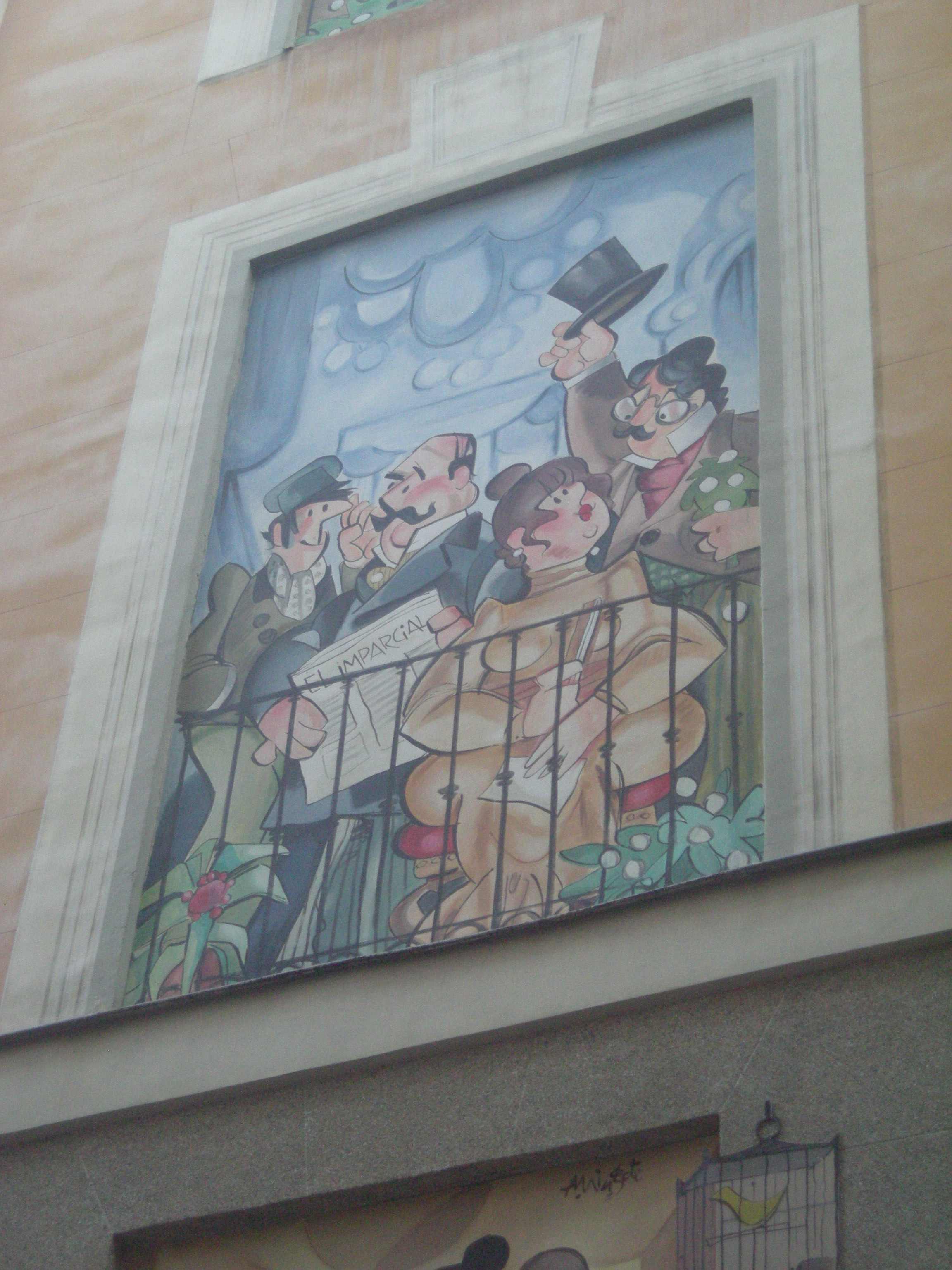
Mural de Mingote no centro d Madrid

Ángel Antonio Mingote Barrachina (Sitges, 17 de janeiro de 1919 - Madrid, 3 de abril de 2012) foi um cartunista, escritor e jornalista espanhol. Filho de um famoso músico, fez carreira militar na Academia de Guadalajara e logo desistiu para fazer filosofia e letras, mesmo assim, não terminou os estudos. Em 1932 publicou Gente Menuda, que daria inicio ao seu trabalho no diário Abc, onde permaneceu por 59 anos. Mingote era marquês de Daroca.

## Prêmios
- 1961 Cruz de Caballero de la Orden de Isabel la Católica
- 1967 Premio Mingote
- 1976 Premio Ondas
- 1979 Premio Juan Palomo, Larra y Víctor de la Serna
- 1980 Premio Nacional de Periodismo
- 1988 Premio iberoamericano de humor gráfico "Quevedos"
- 1988 Medalla de Oro al Mérito Artístico
- 1989 Premio a la Transparencia (ANFEVI)
- 1995 Medalla de Oro del Ayuntamiento de Madrid
- 1996 Medalla de Oro al Mérito en el Trabajo
- 1997 Cruz de plata de la Guardia civil
- 1998 Cartero Honorario de España
- 1999 Pluma de oro de El Club de la Escritura
- 2001 Premio "Personalidad"
- 2002 Premio Luca de Tena
- 2005 Doctor Honoris Causa por la Universidad de Alcalá de Henares
- 2007 Doctor Honoris Causa por la Universidad Rey Juan Carlos
- Award Gato Perich
- Gold Medal of Fine Arts

## Livros
- El conde sisebuto
- Historia de la gente
- Historia de Madrid
- Historia del traje
- Hombre solo
- Hombre atónito
- Historia del mus
- Las palmeras de cartón
- Mi primer Quijote
- Patriotas adosados